# Grafan
Grafan – organiczny związek chemiczny, dwuwymiarowy polimer, powstały w wyniku całkowitego uwodornionienia grafenu. W wyniku takiej transformacji, dobrze przewodzący prąd elektryczny grafen staje się izolatorem.
Wynika to ze zmiany hybrydyzacji atomów węgla ze sp² w grafenie na sp³ w grafanie.